# Oligodon jintakunei
Oligodon jintakunei là một loài rắn trong họ Rắn nước. Loài này được Pauwels, Wallach, David, Chanhome mô tả khoa học đầu tiên năm 2002.